# Вотел, Джозеф
Джозеф Л. Вотел (англ. Joseph L. Votel) (род. 14 февраля 1958, Сент-Пол, Миннесота) — американский военный, генерал СВ США. С июня 2011 года по август 2014 года являлся начальником Управления специальных операций (УСО) ГУ СпН. С августа 2014 года — главком войск СпН/начальник ГУ СпН МО США.

## Образование
- Военное училище СВ США (в/ч "Вест-Пойнт")
- Офицерские курсы усовершенствования Школы подготовки личного состава СВ США , в/ч СВ "Форт-Беннинг"
- Высшее военное училище СВ США, в/ч "Форт-Ливенуорт", ш. Канзас
- Военная академия СВ США, Карлайл, Пенсильвания

## Служба в ВС США
1978.7 - 1980.7. - курсант военного училища (Военное училище СВ США "Вест-Пойнт")

1980.10 - 1984.10 - ком. взвода/зам. ком. роты/ком. роты (3-я дивизия СВ в составе сил СВ США в ФРГ) (2-й (младший ) лейтенант — капитан)

1985.1 - 1985.6 - курсант офицерских курсов усовершенствования (Школа подготовки личного состава СВ США) (в/ч СВ США «Форт-Беннинг») (капитан)

1985.7 - 1988.9 - на преподавательской работе (инструктор по тактике Школы подготовки личного состава СВ США) (капитан)

1988.9 - 1990.6.- оперативный офицер штаба полка (75-й пдп СпН) (капитан)

(1989.10. - 1989.12. - оперативный офицер штаба соединения (группировка СВ США при вторжения США в Панаму (Operation Just Cause))

1990.8 - 1991.6. - курсант высшего военного училища (Высшее военное училище СВ США) (капитан-майор)

1991.6 - 1994.6.- нач. штаба батальона/зам.командира батальона (1-й пдб 75-го пдп (майор)

1994.8 - 1996.7. - оперативный офицер штаба соединения (отдел специальных операций штаба сил НАТО на южноевропейском ТВД (AFSOUTH) и штаба сил НАТО в Боснии и Герцеговине (IFOR) (майор-подполковник) 

1996.8 - 1998.7. - ком. батальона (22-й пп 10-й дивизии СВ) (подполковник)

1998.8.- 2000.7. - ком. батальона (1-й пдб 75-го пдп) (подполковник)

2000.7 - 2001.6. - слушатель военной академии (Военная академия СВ США) (подполковник-полковник)

2001.7. - 2003.8. - ком. полка (75-го пдп СпН СВ) (полковник)

2003.9 - 2006.4. - в центральном аппарате штаба СВ США
- зам. нач. отдела психологических операций
- нач. группы разработки методов борьбы с самодельными взрывными устройствами
- зам. директора ОЦ разработки методов борьбы с СВУ[1]) (полковник-бригадный генерал)

2006.5. - 2008.5. - нач. штаба дивизии (82-й ВДД)  (бригадный генерал - генерал-майор)

(2007.1 - 2008.4. - нач. штаба армии (82-я объединённая оперативная группа (82-я ОГ) ВС США, контингент ВС США в Афганистане) (генерал-майор)

2008.7. - 2011.5. - зам. нач. управления (УСО ГУ СпН МО США) (генерал-майор - генерал-лейтенант)

2011.6. - 2014.8. - начальник управления (УСО ГУ СпН МО США) (генерал-лейтенант)

с 2014.8. - начальник главного оперативного управления/Главком рода войск (ГУ СпН МО США/Главком войск СпН)  (генерал СВ)

## Присвоение воинских званий
| Звание                  | Дата присвоения |
| ----------------------- | --------------- |
| Второй лейтенант        | октябрь 1980    |
| Первый лейтенант        | ноябрь 1981     |
| Капитан                 | февраль 1984    |
| Майор                   | сентябрь 1991   |
| Подполковник            | май 1995        |
| Полковник               | май 2001        |
| Бригадный генерал       | январь 2005     |
| Генерал-майор           | октябрь 2008    |
| Генерал-лейтенант       | июнь 2011       |
| Четырёхзвёздный генерал | август 2014     |

## Награды и знаки отличия
- Медаль Министерства обороны «За выдающуюся службу»
- Медаль «За выдающиеся заслуги» (Армия США)
- Медаль «За отличную службу» с двумя бронзовыми дубовыми листьями
- Орден «Легион Почёта» с бронзовым дубовым листом
- Бронзовая звезда с тремя бронзовыми дубовыми листьями
- Медаль Министерства обороны «За похвальную службу»
- Медаль похвальной службы с тремя бронзовыми дубовыми листьями
- Благодарственная медаль за службу в объединённых органах ВС с бронзовым дубовым листом
- Похвальная медаль армии
- Медаль «За достижения» армии с бронзовым дубовым листом
- Награда за выдающееся единство части с бронзовым дубовым листом
- Награда воинской части за доблесть
- Похвальная благодарность армейской воинской части
- Лучшее армейское подразделение
- Медаль за службу национальной обороне с бронзовой звездой за службу
- Экспедиционная медаль вооруженных сил с литерой "Наконечник стрелы"
- Медаль за службу в Юго-Западной Азии с бронзовой звездой за службу
- Экспедиционная медаль за войну с глобальным терроризмом с бронзовой звездой за службу
- Медаль за кампанию в Афганистане с литерой "Наконечник стрелы" и с серебряной звездой за службу
- Медаль за Иракскую кампанию с тремя бронзовыми звездами за службу
- Медаль за службу в войне с глобальным терроризмом
- Лента армейской службы
- Лента службы за границей с наградной цифрой 3
- Медаль НАТО для участников Международных сил содействия безопасности в Афганистане с бронзовой звездой за службу
- Знак боевого пехотинца со звездой
- Знак отличного стрелка-пехотинца
- Знак мастера-парашютиста с двумя звездами за выполнение прыжков в боевой обстановке
- Идентификационный нагрудный знак офицера Штаба армии США
- Нарукавная нашивка рейнджера
- Знак Египетского парашютиста

## Семейное положение

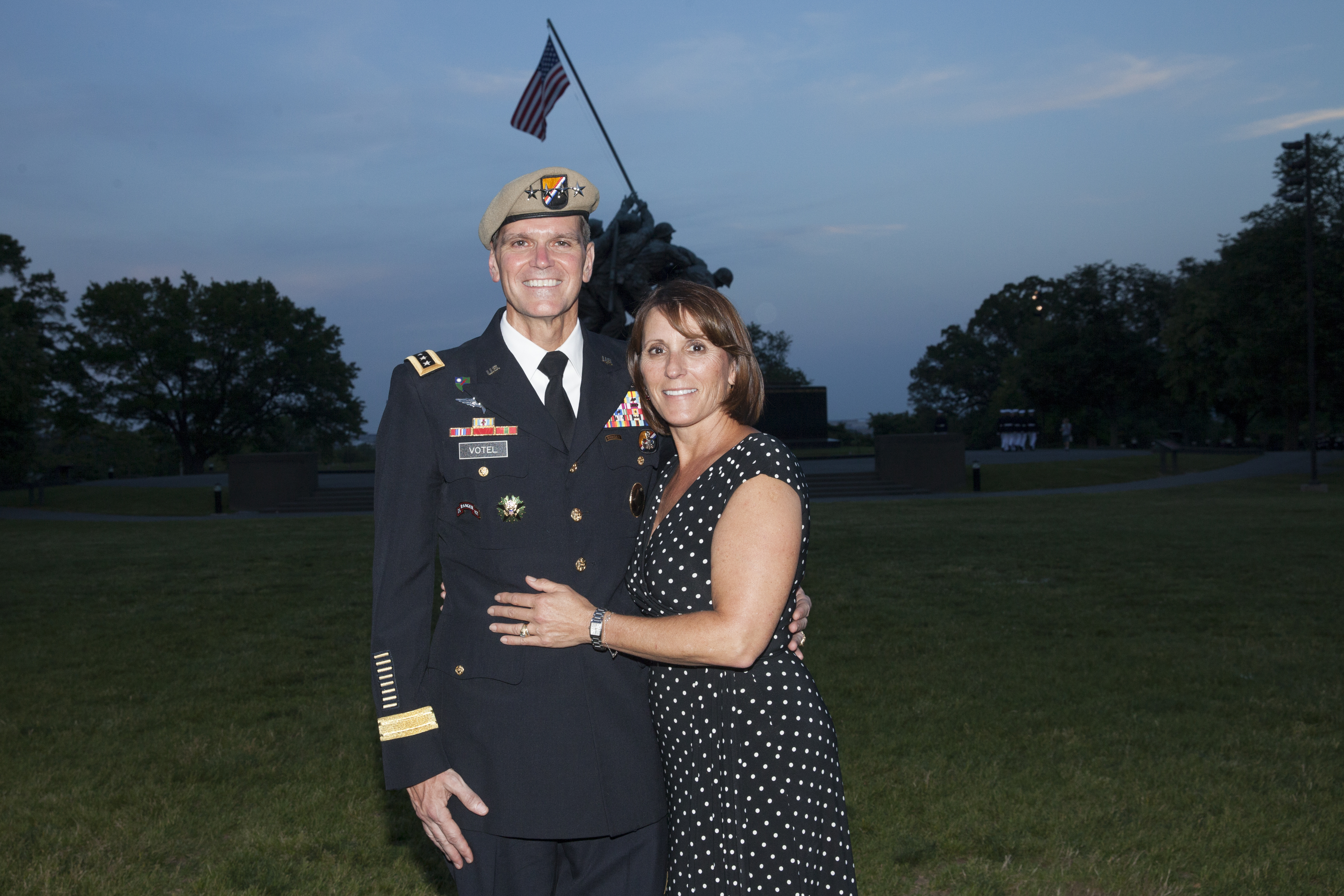
Генерал армии США Джозеф Л. Вотел, главнокомандующий войсками специального назначения вооружённых сил США, позирует для фото с женой Мишель Вотел во время окончания парада у военного мемориала морской пехоты, Арлингтон, штат Вирджиния. 26 мая 2015 года.

Женат, супруга — Мишель Вотел.